# Veslanje na OI 1960.
Veslanje na Olimpijskim igrama u Rimu 1960. godine uključivalo je natjecanja u 7 disciplina, i to samo u muškoj konkurenciji.
Natjecanja su se održavala na jezeru Albano, na kojemu je po prvi puta postavljen sustav sa šest staza odvojenih bovama. Od tada se često u žargonu takav tip veslačke staze naziva albano staza.

## Osvajači medalja

### Muški
| Disciplina             | Zlato | Srebro | Bronca |
| Samac                  | SSSR V. Ivanov | Ujedinjeni tim Njemačke A. Hill                                                                             | Poljska T.Kocerka                                                                                                |
| Dvojac bez kormilara   | SSSR V. Boreyko O. Golovanov                                                                                                  | Austrija J. Kloimstein A. Sageder                                                                           | Finska V. Lehtela T. Pitkanen                                                                                    |
| Dvojac s kormilarom    | Ujedinjeni tim Njemačke B. Knubel H. Renneberg K. Zerta (korm)                                                                | SSSR A. Bogdanovichus Z. Yukna I. Rudakov (korm)                                                            | SAD R. Draeger C. Findlay H. Mitchell (korm)                                                                     |
| Dvojac na pariće       | Čehoslovačka V. Kozak P. Schmidt                                                                                              | SSSR A. Berkutov Y. Tyukalov                                                                                | Švicarska E. Huerlimann R. Larcher                                                                               |
| Četverac bez kormilara | SAD A. Ayrault T. Nash J. Sayre R. Wailes                                                                                     | Italija T. Baraglia R. Bosatta G. Cro sta G. Galante                                                        | SSSR I. Akhremchik Y. Bachurov V. Morkovkin A. Tarabrin                                                          |
| Četverac s kormilarom  | Ujedinjeni tim Njemačke G. Cintl H. Effertz J. Litz K. Riekemann M. Obst (korm)                                               | Francuska R. Dumontois C. Martin J. Morel G. Nosbaum J. Klein (korm)                                        | Italija F. Balatti R. Sgheiz F. Trincavelli G. Zucchi I. Stefanoni (korm)                                        |
| Osmerac                | Ujedinjeni tim Njemačke K. Bittner K. Hopp H. Lenk M. Rulffs F. Schepke K.Schepke W. Schroder K. von Groddeck W. Padge (korm) | Kanada D. Arnold W. D'Hondt N. Kuhn J. Lecky L. Loomer W. Mackerlich A. Mac Kinnon G. Mervyn S. Biln (korm) | Čehoslovačka B. Janousek J. Jindra I. Lundak S. Lusk V. Pavkovic L. Pojezny J. Sveda J. Ventus M. Konicek (korm) |